# Lely Berg
Il Lely Berg (750 m) è un monte situato nel Massiccio della Guiana non molto lontano dal Lago di Brokopondo e dal fiume Maroni che fa da confine con la Guyana francese.
La montagna è stata chiamata così in onore dell'ingegnere olandese Cornelis Lely (1854-1929).